# ERYX (ミサイル)
ERYX（エリックス）は、フランスとカナダが共同開発した第3世代の対戦車ミサイル。1989年に完成し、1994年から逐次採用された。名前の由来はケニアスナボア（Eryx colubrinus）から。

## 概要
一人の射手が肩に担いで照準・射撃する個人携行式システムであり、主な目標は装甲車両であるが、建築物や野戦築城、さらには低空を飛行するヘリコプターへの攻撃能力も備える。
誘導方式は有線SACLOSである。ミサイルを発射する際、発射直後に低速となる「ソフトランチ」方式を採用、後方爆風を局限し、発射スペースの制限をいくらか緩やかにすることが可能となった。これは、市街戦で効果的に使われることを可能にした。
ミサイル本体は、それから加速し4.3秒で600mに到達、その最大速度は245m/sであり、加速支持モーターを有する。弾体は飛翔中、目標の発熱源を確認しつつパルス信号で誘導装置に伝達する。
MBDA社の説明によれば、7,000回のモーター実射を行い、そのうちの95%が命中したと発表した。

## 採用国
- フランス - 2023年時点で、フランス陸軍が地上発射型を保有している[1]。
- カナダ
- ブラジル
- ノルウェー
- トルコ（1999年-2004年）
- マレーシア